# Valky
Valky (en ukrainien : Валки, en russe : Валки, Valki) est une ville de l'oblast de Kharkiv, en Ukraine, et le centre administratif du raïon de Bohodoukhiv. Sa population s'élevait à 8 500 habitants en 2024.

## Géographie

### Situation
Valky est située sur la rivière Mja, affluente du Donets, dans le bassin hydrographique du fleuve Don. Elle se trouve à 45 km au sud-ouest de Kharkiv.

### Transports
Valky se trouve sur la route européenne 40 (M-03), à 54 km de Kharkiv.

## Histoire

### Origine
Entre les forêts et les marécages, la piste de Mouravski reliant la Crimée à la Moscovie était une voie traditionnelle d'invasion par laquelle s'effectuaient les raids des Tatars de Crimée et des Nogaïs à la recherche de butin et d'esclaves.
Au début du XVIIe siècle, furent établies les premières petites forteresses, Tsare-Boryssiv (1600), Tchouhouïv (1638) et Valky (1646). En 1665, Valky fut déplacé vers le bord de la rivière Mja, où elle se trouve aujourd'hui. En avril 1780, Valky accéda au statut de ville. Elle comptait alors une population de 5 446 habitants, y compris les militaires.

### XXesiècle
Au début du XXe siècle, la région de Valky connut d'importantes révoltes paysannes, qui furent réprimées avec une grande brutalité par le régime tsariste.

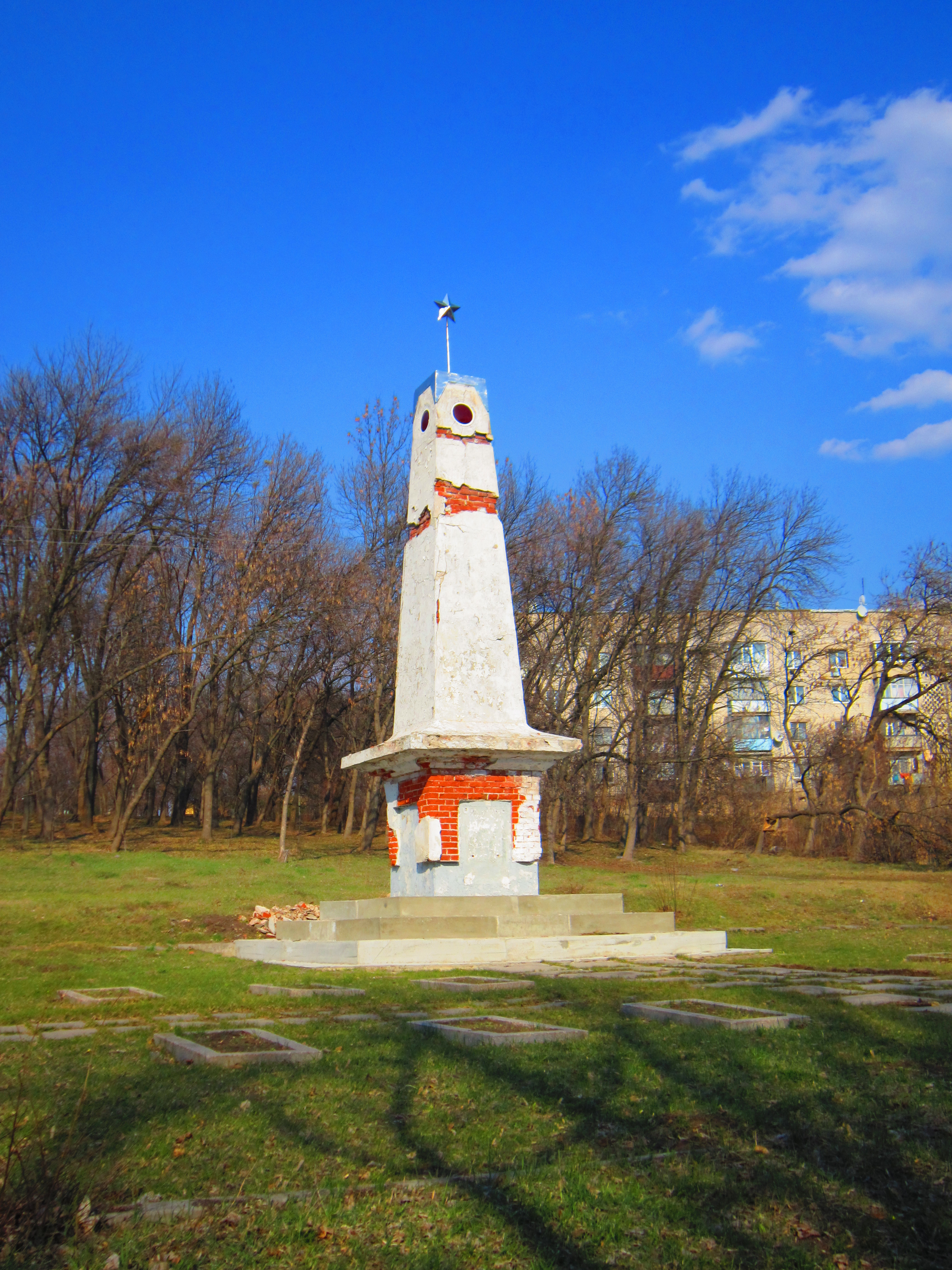
Mémorial et tombes, Grande guerre patriotique, classé.

Après la révolution de février 1917 à Pétrograd, Valky et sa région furent le théâtre d'une forte activité des nationalistes ukrainiens, qui ne fut brisée par l'Armée rouge qu'en 1922. En 1923, Valky devint un centre administratif de raïon.
Pendant la Seconde Guerre mondiale, la ville et sa région furent occupées par l'Allemagne nazie le 19 octobre 1941. Elles furent libérées le 16 septembre 1943 par les combattants du Front de la steppe de l'Armée rouge, commandé par le maréchal soviétique Ivan Koniev.

## Population
Recensements (*) ou estimations de la population :
| 1897* | 1923* | 1926* | 1959* |
| ----- | ----- | ----- | ----- |
| 7 938 | 8 748 | 8 468 | 6 881 |

| 1970* | 1979* | 1989*  | 2001*  |
| ----- | ----- | ------ | ------ |
| 8 582 | 9 851 | 11 027 | 10 381 |

| 2010  | 2011  | 2012  | 2013  |
| ----- | ----- | ----- | ----- |
| 9 615 | 9 528 | 9 475 | 9 410 |